# Parti socialiste de lutte
Le Parti socialiste de lutte (PSL) est un parti politique d'extrême gauche actif en Belgique francophone et néerlandophone (sous le nom de Linkse Socialistische Partij).

## Histoire
Le PSL, la nouvelle (2008) dénomination du MAS (Mouvement pour une alternative socialiste), successeur en 1999 du groupe « Militant », fait partie du Comité pour une Internationale ouvrière et s'implique dans Étudiants de gauche actifs (EGA). LE PSL n'a pas été intégré au PTB-GO lors des élections de 2014 en Belgique. Il défend l’instauration d’une société socialiste démocratique et le renversement du capitalisme.
À l'heure actuelle, et malgré des présences fortes en manifestations, le PSL ne dispose pas de véritables bases populaires et électorales.
Le PSL a appelé à voter PTB-GO aux élections législatives belges de 2014. Gauches communes, la coalition électorale créée avec le Parti humaniste, ne se présentera qu'à Bruxelles, sans succès.

## Organisation
- Une publication mensuelle « Lutte socialiste » (depuis février 2010, avant : Alternative socialiste) et son pendant en néerlandais « Linkse Socialist », est diffusée partout dans le pays (1 200 exemplaires essentiellement par vente militante)[3].
- Un mouvement de jeunes EGA est actif dans plusieurs universités, hautes écoles et écoles secondaires en Belgique[4].
- Le PSL organise un week-end annuel de débats et discussions autour des idées socialistes révolutionnaires[5].
- Le PSL accueille chaque année l'université d'été d'ISA.

## Devise
- Lutte, Solidarité, Socialisme
- Des emplois, pas de racisme !